# Teucholabis progne
Teucholabis progne är en tvåvingeart som beskrevs av Alexander 1950. Teucholabis progne ingår i släktet Teucholabis och familjen småharkrankar. Inga underarter finns listade i Catalogue of Life.